# Solve
「solve」（ソルヴ）は、日本の女性歌手グループ「dream」の8枚目のシングル。2001年5月23日にavex traxから発売された。

## 概要
- 1枚目のアルバム『Dear…』発売から3か月を経てリリース。直前に開催された初のライブ・ツアーでいち早く披露されていた。
- このジャケット写真では、それまで黒髪だった松室麻衣の髪色が茶色になっている。長谷部優、橘佳奈は黒髪。
  - 実はジャケット写真を撮影したのは3月下旬であり、松室は高校の春休み期間だけ染めたと、当時のHP内で語っている。

## 収録曲
1. solve 
作詞：松室麻衣、作曲：川本盛文、編曲：IZUMI "D・M・X" MIYAZAKI
2. sincerely （AQUA MIX）
3. solve （Beatwave Anthem Mix）
4. solve （Dub's Floor Mix Pop Tune 002）
5. solve （Conmo remix 4.17）
6. solve （Instrumental）

## タイアップ
solve
- 映画『リトル★ニッキー』イメージソング
- 『ピンパパ』（中京テレビ・日本テレビ系）エンディングテーマ